# Kotylorynch
Kotylorynch (Cotylorhynchus) – jest nazwą rodzajową roślinożernego pelykozaura z rodziny Caseidae, żyjącego na przełomie dolnego i środkowego permu.
Odkryto następujące jego gatunki:
- Cotylorhynchus romeri, najstarszy reprezentant rodzaju. Nazwa gatunkowa nawiązuje do nazwiska odkrywcy, Alfreda Sherwooda Romera. Żył około 275 milionów lat temu.
- Cotylorhunchus hancocki, którego szczątki odkryto w Teksasie. Mierzył 6 metrów długości i ważył 2 tony. Prawdopodobnie wywodził się bezpośrednio od C. romeri. Stanowił dość powszechne i prawdopodobnie największe, nie posiadające naturalnych wrogów, zwierzę swoich czasów. W wyniku błędnego odczytania szczątków C. hancocki doszło do wytworzenia fikcyjnych dinocefali, jak Driveria, Mastersonia i Tappenosaurus.
- Cotylosaurus bransoni, to najpóźniejszy reprezentant rodzaju, będąc jednocześnie najmniejszym jego przedstawicielem (mierzył 3 metry przy wadze 250 kg). Jego szczątki odkryto w Oklahomie. Żył około 270 milionów lat temu.

## Okres istnienia
| ← mln lat temuKotylorynch |          |            |          |          |           |         |          |         |          |           |      |    |
| Prekambr←4,6 mld          | Kambr541 | Ordowik485 | Sylur443 | Dewon419 | Karbon359 | Perm299 | Trias252 | Jura201 | Kreda145 | Paleog.66 | Ng23 | Q2 |